# Atletismo nos Jogos Mundiais Militares de 2011 - Maratona masculina
A maratona masculina dos Jogos Mundiais Militares de 2011 foi realizada no dia 17 de agosto. A prova foi realizada simultaneamente com a Maratona do Rio de Janeiro.

## Medalhistas
| Ouro   | FRA Patrick Tambwe Ngoie |
| Prata  | FRA Rachid Ghamnoumi     |
| Bronze | KEN Paul Kosgei          |

## Resultados
| Pos.              | Atleta                            | Tempo         | Diferença |
| ----------------- | --------------------------------- | ------------- | --------- |
| Medalha de ouro   | FRA Patrick Tambwe Ngoie          | 2:18:17       |           |
| Medalha de prata  | FRA Rachid Ghamnoumi              | 2:18:43       | +0:26     |
| Medalha de bronze | KEN Paul Kosgei                   | 2:20:43       | +2:26     |
| 4                 | POL Arkadiusz Gardzielewski       | 2:20:52       | +2:35     |
| 5                 | PRK Pak Song Choi                 | 2:21:59       | +3:42     |
| 6                 | BOT Raobine Ramoseka              | 2:22:18       | +4:01     |
| 7                 | BOT Kelebonye Simbuwa             | 2:23:38       | +5:21     |
| 8                 | IND Deep Chand Saharan            | 2:23:50       | +5:33     |
| 9                 | MAR Benlahce Lahcen               | 2:24:32       | +6:15     |
| 10                | BEL Gino van Geyte                | 2:24:44       | +6:27     |
| 11                | BRA João Sousa (atleta)           | 2:24:47       | +6:30     |
| 12                | TUN Mohamed Ali Gmati             | 2:28:14       | +9:57     |
| 13                | CHN Yang Dinghong                 | 2:28:43       | +10:26    |
| 14                | USA Jacob                         | 2:29:41       | +11:24    |
| 15                | TAN Samson Nyonyi                 | 2:30:46       | +12:29    |
| 16                | BEL Tim Stessens                  | 2:31:20       | +13:03    |
| 17                | ECU Marco Antonio Erazo Montero   | 2:32:20       | +14:03    |
| 18                | VEN Larry Sánchez                 | 2:33:43       | +15:26    |
| 19                | SRI Ajith Bandara                 | 2:34:33       | +16:16    |
| 20                | NAM Simon Shipingana              | 2:35:56       | +17:39    |
| 21                | IND Singh Ram Yadav               | 2:36:12       | +17:55    |
| 22                | CHI Hector Montecinos             | 2:38:42       | +20:25    |
| 23                | LIB Hussein Adawah                | 2:39:30       | +21:13    |
| 24                | IRL Collin Merrit                 | 2:39:34       | +21:17    |
| 25                | CHI Francisco Gómez               | 2:40:37       | +22:17    |
| 26                | IRL Stephen McKeigue              | 2:41:13       | +22:56    |
| 27                | KOR Park Kyun-In                  | 2:41:53       | +23:36    |
| 28                | CAN Charles Nadeau                | 2:44:22       | +26:05    |
| 29                | ZIM Kingatombe Maringe            | 2:45:48       | +27:31    |
| 30                | VEN Wilmer Contreras              | 2:52:23       | +34:06    |
| 31                | CHN Zhao Ran                      | 2:52:27       | +34:10    |
| 32                | LUX Patrick Majerus               | 2:53:26       | +35:09    |
| 33                | SLO Zvonko Blatnik                | 2:57:42       | +39:25    |
| 34                | SWE Andreas Magnusson             | 2:58:00       | +39:43    |
| 35                | SRB Cegar Goran                   | 2:58:18       | +40:01    |
| 36                | SWE Mattias Bramstang             | 2:59:36       | +41:19    |
| 37                | MLT Mario Grecht                  | 3:00:08       | +41:51    |
| 38                | ECU Stalin Rafael Barros Reinoso  | 3:03:40       | +45:23    |
| 39                | LUX Dany Papi                     | 3:05:23       | +47:06    |
| 40                | SUR Sergio Pinas                  | 3:21:13       | +1:02:56  |
| 41                | ZIM Andrew Chimbidlikai           | 3:23:51       | +1:05:34  |
| 42                | SUR Mervin Sibe                   | 3:45:00       | +1:26:43  |
| 43                | MKD Igor Jakimovski               | 4:20:12       | +2:01:55  |
| —                 | MAR Siouani Abdeslam              | Não completou |           |
| —                 | NAM Robert Nghipangelwa Kaxuxuena | Não completou |           |
| —                 | KOR Lee Myung-Ki                  | Não completou |           |
| —                 | SRB Dragan Tordorov               | Não completou |           |
| —                 | KSA Saad Alasmari                 | Não largou    |           |
| —                 | TAN Damian Chopa                  | Não largou    |           |
| —                 | ITA Germano Corcione              | Não largou    |           |
| —                 | SUI Michael Ott                   | Não largou    |           |
| —                 | TOG Abdourahaman Seibou           | Não largou    |           |
| —                 | NOR Oysten Sylta                  | Não largou    |           |
| —                 | SUI Davi Valterio                 | Não largou    |           |
| —                 | BHR Khaled Yaseen                 | Não largou    |           |

Legenda
| Recorde mundial      | Recorde mundial (World record)               |                       | Recorde africano                      | Recorde africano (African) |                                           | Q | Classificado por posição (Qualified) |
| Recorde militar      | Recorde dos Jogos Mundiais Militares         | Recorde da América    | Recorde da América (Americas)         | q                          | Classificado por melhor tempo (Qualified) |   |                                      |
| Melhor marca do ano  | Melhor marca do ano (World leading)          | Recorde asiático      | Recorde asiático (Asian)              | DNS                        | Não largou (Did not start)                |   |                                      |
| Recorde nacional     | Recorde nacional (National record)           | Recorde europeu       | Recorde europeu (European)            | DNF                        | Não terminou (Did not finish)             |   |                                      |
| Recorde pessoal      | Recorde pessoal do atleta (Personal best)    | Recorde da Oceania    | Recorde da Oceania (Oceania)          | DSQ / DQ                   | Desclassificado (Disqualified)            |   |                                      |
| Recorde da temporada | Recorde da temporada do atleta (Season best) | Recorde sul-americano | Recorde sul-americano (South America) | NM                         | Sem marca (No mark)                       |   |                                      |